# Cha cha cha (serie televisiva)
Cha cha cha è una serie televisiva argentina trasmessa dal 1991 al 1997, negli anni ha avuto diversi nomi  Cha cha cha - Dancing en el Titanic, nel 1995, Cha cha cha - El Estigma, nel 1996 e Cha cha cha - La parrilla del Xeñor, nel 1997. Il programma fini il 13 agosto del 1997.

## Partecipanti principali
- Alfredo Casero
- Fabio Alberti
- Diego Capusotto
- Vivian El Jaber (1992-1997)
- Daniel Marin (1995-1997)
- Lito Ming (1996-1997)

## Episodi
| Stagione         | Episodi | Prima TV Argentina | Prima TV Italia |
| ---------------- | ------- | ------------------ | --------------- |
| Prima stagione   | 22      |                    |                 |
| Seconda stagione | 30      |                    |                 |
| Terza stagione   | 35      |                    |                 |
| Quarta stagione  | 18      |                    |                 |